# Stefan de Latour

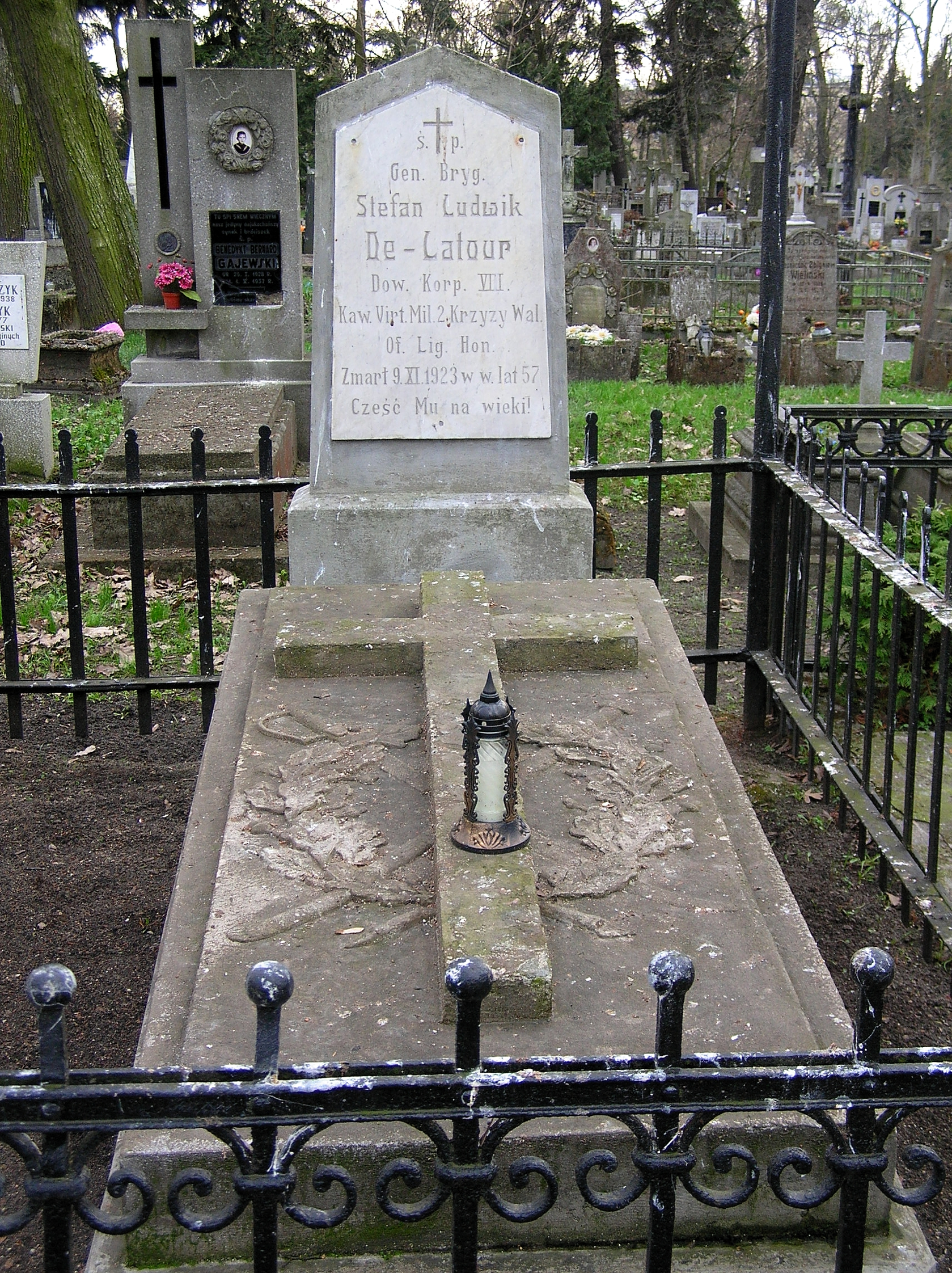
Grób gen. Stefana de Latour. Cmentarz garnizonowy w Toruniu.

Stefan de Latour (ur. 2 sierpnia 1862 w Nieborowie, zm. 9 listopada 1923 w Toruniu) – generał brygady Wojska Polskiego, kawaler Orderu Virtuti Militari.

## Życiorys
Urodził się 2 sierpnia 1862 w Nieborowie, w rodzinie Juliana (ur. 1833), nauczyciela szkoły elementarnej, i Heleny z Chmieleskich (ur. 1835). Początkowo uczęszczał do Szkoły Realnej w Łowiczu i Szkoły Realnej Wojciecha Górskiego w Warszawie, a następnie ukończył siedem klas w Szkole Prywatnej Męskiej sześcioklasowej z kursem progimnazjów sześcioklasowych, którą utrzymywał w Warszawie Augustyn Szmurło.
24 lipca 1880 roku rozpoczął służbę w armii rosyjskiej. Cztery lata później, po ukończeniu Warszawskiej Szkoły Junkrów Piechoty, przydzielony został do 59 Lubelskiego pułku piechoty. W jednostce tej dowodził kompanią i batalionem oraz awansował na pułkownika. Walczył na wojnie rosyjsko-japońskiej oraz I wojnie światowej. W czasie tego drugiego konfliktu zbrojnego kolejno dowodził 246 Bachczysarajskim pułkiem piechoty 62 Dywizji Piechoty, brygadą 65 Dywizji Piechoty (od 13 listopada 1915 roku), brygadą 73 Dywizji Piechoty (od lata 1916 roku) i 60 Dywizją Piechoty (od 22 maja 1917 roku). Od grudnia 1917 roku pełnił służbę w III Korpusie Polskim w Rosji.
W dniach 24-25 lipca 1920 dowodził 1 Dywizją Litewsko-Białoruską w czasie bitwy pod Rosią.
15 września 1920 roku został przyjęty do Wojska Polskiego, z zatwierdzeniem posiadanego stopnia generała podporucznika, i przeniesiony do dyspozycji Naczelnego Wodza. Następnie dowodził II Brygadą 1 Dywizji Litewsko-Białoruskiej, XIX Brygadą Piechoty, Obozem Warownym „Równe” i Centrum Wyszkolenia 2 Armii. 25 września 1921 roku wyznaczony został na stanowisko zastępcy dowódcy Okręgu Korpusu Nr I w Warszawie. W styczniu 1923 roku objął dowództwo Okręgu Korpusu Nr VIII w Toruniu.
Zmarł 9 listopada 1923 w Toruniu, a trzy dni później został pochowany na tamtejszym cmentarzu garnizonowym.
Stefan de Latour był żonaty z Hipolitą Zastyrzec, z którą miał dwoje dzieci: Marię (ur. 1904) i Kazimierza (ur. 8 marca 1905), kapitana artylerii Wojska Polskiego.

## Awanse
- chorąży (Прапорщик) ze starszeństwem z dniem 5 lipca 1884[2]
- podporucznik (Подпоручик) ze starszeństwem z dniem 30 sierpnia 1884
- porucznik (Поручик) ze starszeństwem z dniem 30 sierpnia 1888
- sztabskapitan (Штабс-капитан) ze starszeństwem z dniem 15 marca 1898
- kapitan (Капитан) ze starszeństwem z dniem 6 maja 1900
- podpułkownik (Подполковник) ze starszeństwem z dniem 24 lutego 1905
- pułkownik (Полковник) ze starszeństwem z dniem 6 grudnia 1910
- generał brygady (Генерал-майор) ze starszeństwem z dniem 1 marca 1915
- generał brygady - zweryfikowany 3 maja 1922 ze starszeństwem z dniem 1 czerwca 1919 i 4. lokatą w korpusie generałów

## Ordery i odznaczenia
- Krzyż Srebrny Orderu Wojskowego Virtuti Militari nr 5267 – 21 marca 1922[11]
- Krzyż Walecznych dwukrotnie (po raz pierwszy w 1921[12])
- Krzyż Oficerski francuskiego Orderu Legii Honorowej – 1923[13]

rosyjskie
- Order Świętego Jerzego 4 stopnia – 25 marca 1915[14][2]
- Order Świętego Stanisława 1 stopnia z mieczami[14]
- Order Świętego Włodzimierza 3 stopnia z mieczami – 29 marca 1915[14][2]
- Order Świętego Włodzimierza 4 stopnia z kokardą – 1908[14][2], miecze do orderu – 20 marca 1916[2]
- Order Świętej Anny 2 stopnia – 1912[14][2]
- Order Świętego Stanisława 2 stopnia – 1908[14][2]
- Order Świętej Anny 3 stopnia z mieczami i kokardą – 1906[14][2]
- Order Świętego Stanisława 3 stopnia[14]
- Order Świętej Anny 4 stopnia z napisem „Za Odwagę” – 1905[14][2]